# Antoine Simon
Antoine Simon (Les Cayes, 10 de outubro de 1843 - Les Cayes, 10 de janeiro de 1923) foi presidente do Haiti.